# GIRLS' GENERATION 〜Girls & Peace〜 Japan 2nd Tour〜
「GIRLS' GENERATION 〜Girls & Peace〜 Japan 2nd Tour〜」（ガールズ・ジェネレーション・ガールズ・アンド・ピース・ジャパン・セカンド・ツアー）は、2013年9月18日にNAYUTAWAVE RECORDSから発売された少女時代のライブ映像作品である。8枚目シングル「GALAXY SUPERNOVA」と同時発売。

## 概要
2013年2月から開催された7都市20公演、20万人を動員したJapan 2nd Tourを収録。初回限定盤には「特典映像」のほか、DVDとBlu-rayで異なる写真を使用した「40p写真集」と「Special T-shirt」が付属。DVD初回限定盤のみ2Disc。「CAN'T TAKE MY EYES OFF YOU」はフランキー・ヴァリの曲をカバーしている。
DVDは初週3.2万枚を売り上げ、2013年9月30日付のオリコン週間DVDランキングで、総合首位に初登場。Blu-ray Discも初週2.1万枚を売り上げ、同日付の週間BDランキング総合3位にランクインした。これにより、DVD総合首位獲得数の海外女性アーティスト部門では、同じ韓国の5人組グループKARAの3作に並び、歴代1位タイとなった。

## 収録曲
- 通常盤、初回限定盤共通内容
  1. FLOWER POWER
  2. Animal
  3. BOOMERANG
  4. The Boys
  5. I GOT A BOY
  6. Say Yes
  7. Dancing Queen
  8. MR.TAXI
  9. T.O.P
  10. BAD GIRL
  11. PAPARAZZI
  12. Run Devil Run
  13. Reflection
  14. Time Machine
  15. ALL MY LOVE IS FOR YOU
  16. I'm a Diamond
  17. Express999
  18. GENIE
  19. THE GREAT ESCAPE + CAN'T TAKE MY EYES OFF YOU
  20. MY J
  21. Kissing you +　Way To Go
  22. Gee
  23. Not Alone
  24. BEEP BEEP
  25. Oh!
  26. Stay Girls
  27. Girls & Peace

- 特典映像（初回限定盤のみ）
  - BOOMERANG Dance ver.
  - Reflection Dance ver.
  - I'm a Diamond Dance ver.
  - Tour Document Movie